# Eustrácio de Constantinopla
Eustrácio de Constantinopla (em grego: Εὐστράτιος Γαριδᾶς), dito Garidas, foi o patriarca grego ortodoxo de Constantinopla entre 1081 e 1084. Um monge, ele foi elevado ao trono patriarcal por influência da mãe do imperador bizantino Aleixo I Comneno, Ana Dalassena, de quem ele tinha se tornado um conselheiro pessoal Ele era um eunuco.

## Vida e obras
Ana Comnena e outros escritores o descrevem como uma pessoa pouco educada e de caráter fraco. Por ser pouco letrado e aparentemente crédulo, ele acabou envolvido no caso de João Ítalo, a quem o seu antecessor, Cosme I tinha condenado por heresia. Aleixo teve que tomar o controle da questão pois Eustrácio, em suas palavras, "permanecia calmo em repouso e preferia a paz e o sossego ao invés das multidões barulhentas, se virando para Deus apenas".
Durante a guerra contra os normandos, no início do reinado de Aleixo, em 1081-1082, Garidas não lutou contra a expropriação de obras de arte e tesouros consagrados das igrejas da capital para serem derretidos com o objetivo de financiar o exército de Aleixo I. Esta falta de resistência não foi perdoada por Leão de Calcedônia, que procurou derrubá-lo do trono, chegando a acusá-lo, sem evidências, de desviar parte do tesouro expropriado para uso pessoal. 
Finalmente acusado de heresia, Eustrácio foi absolvido por uma comissão de inquérito estabelecida por Aleixo em 1084, mas preferiu renunciar.